# Campanas Cima
Campanas Cima es una localidad caboverdiana del municipio de São Filipe.

## Geografía
La localidad está situada en la isla Fogo.

## Organización territorial
La localidad abarca los lugares y barrios de:
- Baluarte
- Boca de Aguada
- Campanas de Cima
- Coicoi
- Curralinho
- Cutelo Djezinho (Djezinho)
- Djeu de Metade
- Mangircan
- Pé de Monte
- São João